# NERVA

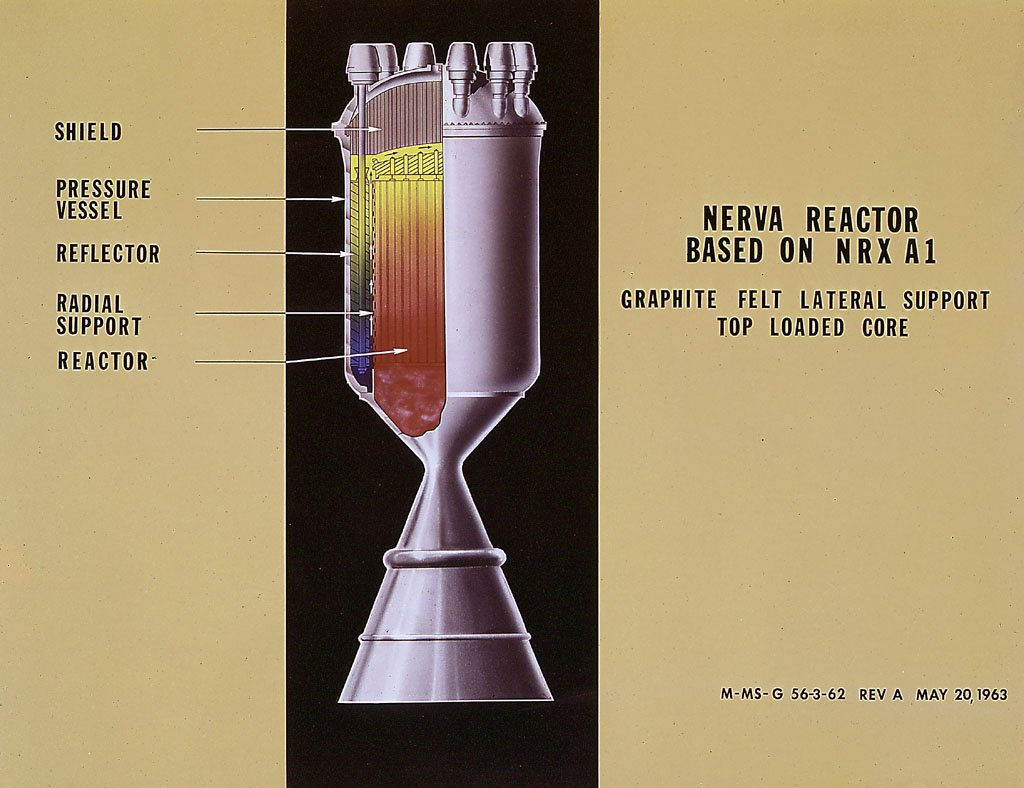
Diagrama del motor cohete nuclear NERVA.

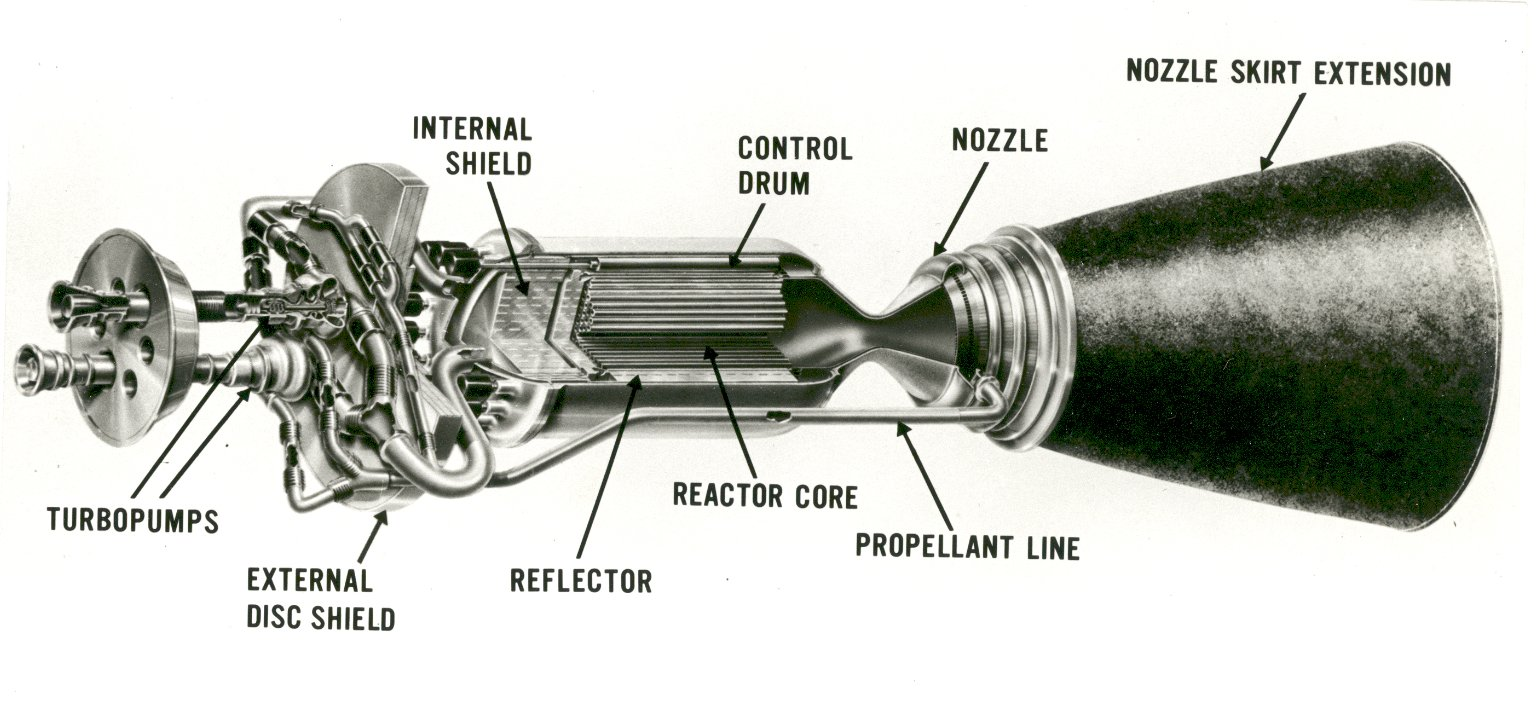
Un diseño NERVA de núcleo sólido

NERVA, acrónimo de Nuclear Engine for Rocket Vehicle Application (Motor Nuclear para la Aplicación en Vehículos Cohete), era un motor cohete de propulsión espacial termonuclear basado en la tecnología de reactores nucleares Kiwi (los diseños originales no voladores de cohetes térmico nucleares fueron llamados así por el ave no voladora llamada Kiwi).

## Historia
A principios de la década de 1970 la NASA planeó usar el NERVA para hacer un RIFT (Test de Reactor En Vuelo, por sus siglas en inglés Reactor-In-Flight-Test) de etapa nuclear para ser lanzado a principios de la década de 1970. El NERVA funcional sería la última etapa del cohete Saturno V propulsada por energía nuclear, lo que permitiría a una actualización del Saturno, lanzar cargas a distancias interplanetarias. El Centro Marshall de vuelos espaciales de la NASA tenía la responsabilidad del desarrollo de las etapas del cohete.
Desde el principio del programa hubo muchos problemas. Era muy caro. Nunca tuvo mucho apoyo popular debido al crecimiento del lobby antinuclear en los Estados Unidos a principios de la década de 1970. Había implicaciones medioambientales y los motores de prueba nunca dieron más del 40% del empuje teórico, lo que los hacía, de lejos, menos potentes que los cohetes convencionales de la época.
Eugene F. Lally del JPL/Caltech propuso misiones tripuladas al planeta Marte a principios de la década de 1960 usando el motor NERVA para las etapas superiores maximizando la carga a poner en órbita y minimizando los costes. Se diseñó una misión que incluía una nave espacial separada conectada con cables durante el largo viaje a Marte y rotando dos secciones para simular gravedad y proteger a los astronautas de la pérdida de masa ósea. También un sistema de guía basado en un mosaico óptico y un sistema de navegación fueron colocados en el centro de la rotación para proveer un sistema de navegación en tiempo real a bordo que informara a los astronautas. El sistema óptico consistía en los primeros conceptos de las actuales cámaras digitales. Usaba un mosaico de detectores de luz para crear digitalmente fotografías del fondo de estrellas y planetas a los que se aproximaba y asistir en la guía y navegación.
Wernher von Braun también propuso misiones tripuladas a Marte usando el NERVA y una nave con forma de donut girando sobre sí misma para crear gravedad artificial.
El programa NERVA fue cancelado en 1972.

## En la ficción
En la novela Voyage de Stephen Baxter, el proyecto NERVA no es cancelado y trata a principios de los ochenta de la producción de un motor de pruebas del Apolo-N en 1980. Debido a los apresurados plazos de entrega, al pobre diseño y al deficiente conocimiento del impacto de un desastre tecnológico. El propulsor NERVA es accionado satisfactoriamente solo una vez. Cuando se intenta volver a encender en órbita el dispositivo explota, irradiando a la nave y la tripulación. Cuando la cápsula Apolo hace un retorno de emergencia a la Tierra solo un astronauta permanece con vida y muere a los 47 días debido al envenenamiento radiológico.
Este evento obstruye el ficticio programa marciano del libro, pero se reconstruye usando un modo de misión química, es decir, convencional, vía un sobrevuelo al planeta Venus y la expedición llega a Marte en 1986. Apolo N llega hasta el desastre del Challenger, y la tecnología NERVA es abandonada por insegura, probablemente de forma permanente.

## Especificaciones de la etapa de cohete NERVA
- Diámetro: 10.55 m
- Longitud: 43.69 m
- Peso vacío: 34,019 kg
- Peso lleno: 178,321 kg
- Empuje (en vacío): 867 kN (194,919 lbf)
- ISP (en vacío): 825 s (8.09 kN·s/kg)
- ISP (a nivel del mar): 380 s (3.73 kN·s/kg)
- Tiempo de combustión: 1,200 s
- Propelente: Nuclear/LH2
- Motores: 1 Nerva-2